# Hyponeuma
Hyponeuma là một chi bướm đêm thuộc họ Erebidae.